# Гарза (округ)
Гарза (англ. Garza County) — округ, расположен в США, штат Техас. Официально образован в 1907 году из части округа Бэр и назван в честь семьи первопоселенцев, обосновавшихся на территории округа Бехар. По состоянию на 2000 год, численность населения составляла 4872 человека. Окружным центром является город Пост.

## География
По данным Бюро переписи США, общая площадь округа равняется 2321 км², из которых 2319 км² суша и 2 км² или 0,07 % это водоёмы.

### Соседние округа
- Борден (юг)
- Кент (восток)
- Кросби (север)
- Линн (запад)
- Скарри (юго-восток)

## Демография
По данным переписи населения 2000 года в округе проживало 4872 жителей, в составе 1663 хозяйств и 1217 семей. Плотность населения была 2 человека на 1 квадратный километр. Насчитывалось 1928 жилых дома, при плотности покрытия 1 постройка на 1 квадратный километр. Расовый состав населения был 74,8 % белых, 4,8 % чёрных или афроамериканцев, 0,2 % коренных американцев, 0,1 % азиатов, 17,1 % прочих рас и 3 % представители двух или более рас. 37,2 % населения являлись испаноязычными или латиноамериканцами.
Из 1663 хозяйств 36 % воспитывали детей возрастом до 18 лет, 58,5 % супружеских пар живущих вместе, в 11,2 % семей женщины проживали без мужей, 26,8 % не имели семей. На момент переписи 23,8 % от общего количества жили самостоятельно, 12 % лица старше 65 лет, жившие в одиночку. В среднем на каждое хозяйство приходилось 2,65 человека, среднестатистический размер семьи составлял 3,15 человека.
Показатели по возрастным категориям в округе были следующие: 28 % жители до 18 лет, 7,9 % от 18 до 24 лет, 28,6 % от 25 до 44 лет, 21,3 % от 45 до 64 лет, и 14,1 % старше 65 лет. Средний возраст составлял 35 лет. На каждых 100 женщин приходилось 112,3 мужчин. На каждых 100 женщин в возрасте 18 лет и старше приходилось 111,3 мужчин.

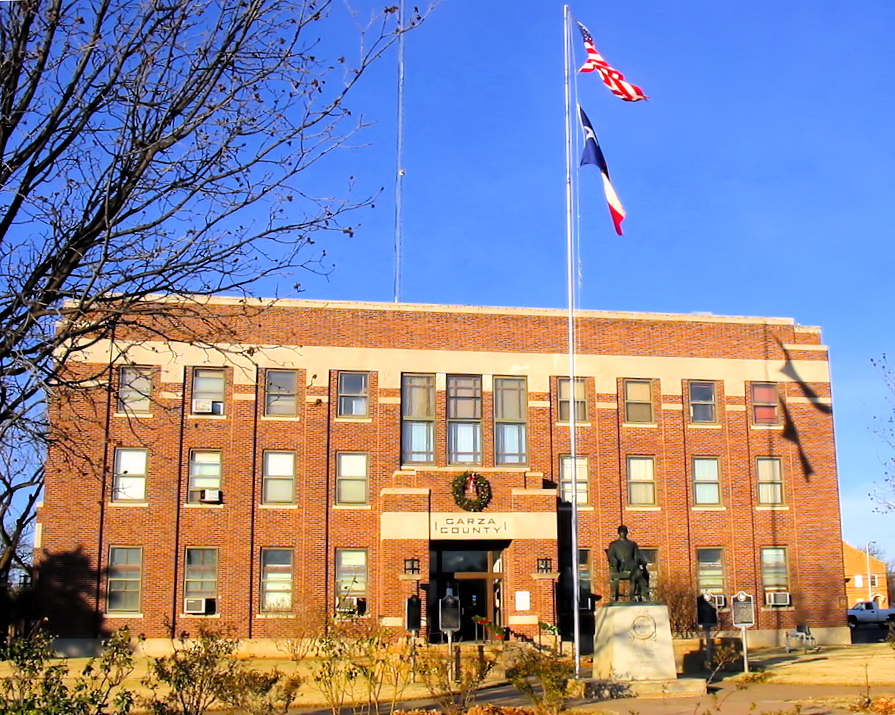
Здание окружного суда в Посте

Средний доход на хозяйство в округе составлял 27nbsp;206 $, на семью — 31 173 $. Среднестатистический заработок мужчины был 26 606 $ против 18 105 $ для женщины. Доход на душу населения был 12 704 $. Около 17,5 % семей и 22,3 % общего населения находились ниже черты бедности. Среди них было 29,6 % тех кому ещё не исполнилось 18 лет, и 18,6 % тех кому было уже больше 65 лет.

## Политическая ориентация
На президентских выборах 2008 года Джон Маккейн получил 77,49 % голосов избирателей против 21,43 % у демократа Барака Обамы.
В Техасской палате представителей округ Гарза числится в составе 85-го района. Интересы округа представляет демократ Джо Хефлин из Кросбитона.

## Населённые пункты

### Города
- Пост

### Немуниципальные территории
- Джастисберг
- Саутленд

## Образование
Образовательную систему округа составляют следующие учреждения:
- школьный округ Пост[4].

- школьный округ Саутленд[5].

## Галерея
|                              |                                                     |                                          |
| Здание церкви в Джастисберге | Железнодорожный переезд в восточной части Саутленда | Придорожный знак на границе Джастисберга |